# SN 2009mg
SN 2009mg – supernowa typu IIb odkryta 7 grudnia 2009 roku w galaktyce E121-G26. W momencie odkrycia miała maksymalną jasność 17,30m.